# João Vieira Pinto
João Manuel Vieira Pinto (Porto, 1971. augusztus 19. –) portugál labdarúgó csatár. Öccse, Sérgio Pinto és idősebb gyermeke, Tiago Pinto is labdarúgó.
A portugál válogatott tagjaként részt vett az 1996-os és a 2000-es Európa-bajnokságon, illetve a 2002-es világbajnokságon.

## Sikerei, díjai

### Játékosként
Benfica
- Portugál bajnok (1): 1993–94
- Portugál kupagyőztes (3): 1991–92, 1992–93, 1995–96

Sporting CP
- Portugál bajnok (1): 2001–02
- Portugál kupagyőztes (1): 2001–02

Portugália U20
- U20-as világbajnok (2): 1989, 1991

Egyéni
- Az év portugál labdarúgója (3): 1992, 1993, 1994